# Rolf Groß (Jurist)
Rolf Groß (* 1934 in Bensheim) ist ein deutscher Jurist und Ministerialbeamter.

## Leben
Groß studierte Rechtswissenschaften und wurde 1958 an der Rechtswissenschaftlichen Fakultät der Johann Wolfgang Goethe-Universität Frankfurt am Main mit der Dissertation Klageänderung und Klagerücknahme zum Dr. jur. promoviert.
Er war in der Hessischen Staatskanzlei sowie im Justiz- und Wirtschaftsministerium in Wiesbaden als Beamter tätig. Dort arbeitete in den Bereichen Presse- und Rundfunkrecht. 1985 wurde er Leiter der Zentralabteilung im Wirtschaftsministerium, zuletzt mit der Amtsbezeichnung Ministerialdirigent. Er ist u. a. Mitverfasser des Kommentars zum Hessischen Pressegesetz (1963).

## Schriften (Auswahl)
- mit Hans-Joachim Reh: Hessisches Pressegesetz. Kommentar. Deutscher Fachschriften-Verlag, Wiesbaden 1963.
- Verschwiegenheitspflicht der Bediensteten und Informationsrecht der Presse. Schwartz, Göttingen 1964.
- (Hrsg. mit Peter C. Bernet, Wolfgang Mende): Polizeirecht in Hessen. Das Recht der Polizei und der sonstigen Gefahrenabwehrbehörden. v. Decker, Heidelberg 1965.
- (Hrsg. mit Erwin Trapp): Handbuch zum Ordnungswidrigkeitenrecht. Deutscher Fachschriften-Verlag, Wiesbaden 1968.
- Grundzüge des deutschen Presserechts. Schwarz, Göttingen 1969.
- (Hrsg. mit Peter C. Bernet): Polizeirecht in Hessen. Das Recht der Polizei und der sonstigen Gefahrenabwehrbehörden. Deutscher Fachschriften-Verlag, Mainz u. a. 1975.
- Fälle mit Lösungen aus dem bürgerlichen Recht. Deutscher Fachschriften-Verlag, Wiesbaden 1979, ISBN 3-8078-8065-8.
- Presserecht. Einführung in Grundzüge und Schwerpunkte des deutschen Presserechts. Deutscher Fachschriften-Verlag, Wiesbaden 1982, ISBN 3-8078-8073-9. (3. Auflage 1999)
- Medienlandschaft im Umbruch. Wirtschaftsverlag, Wiesbaden 1986, ISBN 3-922114-25-3.
- (Hrsg.): Textsammlung zum Presserecht. Deutscher Fachschriften-Verlag, Wiesbaden 1987, ISBN 3-8078-8094-1.
- (Hrsg.): Privatfunkgesetze. Textsammlung. Deutscher Fachschriften-Verlag, Wiesbaden 1989, ISBN 3-8078-8093-3.